# Jason Derulo
Jason Derulo, egentligen Jason Joel Desrouleaux, född 21 september 1989 i Miramar, Florida, är en amerikansk R&B och pop-sångare, låtskrivare, dansare, koreograf och skådespelare.

## Bakgrund och uppväxt
Derulo föddes den 21 september 1989 i Perwes Miramar i Florida. Vid fem års ålder började han uppträda och vid åtta års ålder skrev han sin första låt med namnet "Crush on You". Han studerade som liten opera, teater och balett. Derulo gick på Dillard High School for the Performing Arts i Fort Lauderdale, Florida och tog examen vid The New York American Musical and Dramatic Academy.
Vid 12 års ålder träffade Derulo sin manager och har sedan dess skrivit låtar till artister som Lil Wayne, Cassie,  Pitbull och Keyshia Cole med fler, innan han 16 år gammal beslöt sig för att inrikta sig på att bli soloartist. Efter att ha gått på skolor för scenkonst och finslipat sina talanger som sångare och dansare, vann Derulo första pris på 2006 års säsongsslut av TV-serien "Showtime at the Apollo." Derulo upptäcktes av musikproducenten JR Rotem, och blev signerad till Rotems skivbolag Beluga Heights och Warner Bros.

### Musikdebut
Derulo bröt sig in i musikvärlden med sin singel "Whatcha Say". Den släpptes i juni 2009 av Beluga Heights/Warner Bros. Låten producerades av JR Rotem och Fuego. Låtens refräng är en bit av Imogen Heaps låt "Hide and Seek".
Den 6 oktober 2009 hade 775 000 exemplar av singeln sålts digitalt.
Derulos debutalbum utkom 2010.
Hans hit 2009 heter "In My Head" och den ifrån 2011 heter "Don't Wanna Go Home".
2013 fick han sitt verkliga genombrott med låten "Talk Dirty" som fått över 500 miljoner visningar på Youtube 2022. Den är en av flera hits som "Wiggle och "Marry Me" i albumet "Tattoos"

## Diskografi

### Studioalbum
- 2010 – Jason Derülo
- 2011 – Future History
- 2011- Reloaded
- 2013- Tattoos
- 2015- Everything is 4

### EP-skivor
- 2009 – Whatcha Say EP

### Singlar
- 2008 – Forever Means Forever (feat. Smoke)
- 2009 – Cyberlove (feat. Mims)
- 2009 – Whatcha Say
- 2009 – In My Head
- 2010 – Ridin' Solo
- 2011 – Stupid Sayings
- 2011 – It girl
- 2011 - Fight For You
- 2011 - Breathing
- 2013 - The Other Side
- 2013 - Talk dirty
- 2013 - Wiggle
- 2015 – Want to Want Me
- 2016 - Secret Love Song av Little Mix (ft.).                2017- "Swalla"

### Som gästartist
- 2007 – Bossy (Birdman feat. Jason Derulo)
- 2007 – My Life (Pitbull feat. Jason Derulo)
- 2009 – Shawty Got That (Harvey Stripes feat. Jason Derulo)
- 2009 – Turn It Up (Will Roush feat. Stat Quo & Jason Derulo)
- 2009 – Sideways (Pryslezz feat. Jason Derulo)